# Haus Sorpe
Das Haus Sorpe ist eine abgegangene spätmittelalterliche Niederungsburg der Herren von Wrede. Die Anlage ist durch die zwischen 1926 und 1935 errichtete Sorpetalsperre im Hochsauerlandkreis des Landes Nordrhein-Westfalen überflutet worden.

## Geschichte
Das Haus Sorpe erscheint erstmals in den Quellen, als Heinrich von Wrede 1321 die „munitio to der Sorpe“ (= Befestigung an der Sorpe) der Propstei St.-Patrokli in Soest zu Lehen auftrug und dafür die neue Mühle in der Pfarrei Dinker erhielt. Sein Sohn Johannes und dessen Nachfahren nannten sich aber Wrede zu Amecke, so dass anzunehmen ist, dass sie nach der Besitzübertragung an St. Patrokli ihren Wohnsitz an diesen Ort verlagert haben. Wer an ihrer Stelle jetzt auf Haus Sorpe saß, ist unbekannt. Beim nächsten Erscheinen in der historischen Überlieferung 1484 war die Burg in ein Ober- und Niederhaus aufgeteilt. Auf dem Niederhaus saß Godard Wrede. 1560 wurden beide Häuser zusammen vererbt und waren zu diesem Zeitpunkt somit wieder in der Hand derselben Linie der Wrede. 1699 geht das Haus an die Linie Wrede zu Meschede, um zehn Jahre später an die Wrede zu Amecke übertragen zu werden. Kurze Zeit später ist es aber wieder in der Hand der Wrede zu Sorpe. Im 19. Jahrhundert ist das Haus verpachtet. Ab 1926 verschwinden die letzten Reste von ihm in der Sorpetalsperre.

## Beschreibung
Auf einer Aufnahme des Hauses Sorpe aus der Zeit vor dem Bau des Staudamms ist ein rechteckiger Wall zu sehen. Zu dieser Zeit sollen auch die Gräften der Vor- und Hauptburg noch vorhanden gewesen sein. Auf der Hauptburg sollen die die Grundmauern eines quadratischen Turmes zu sehen gewesen sein. In der Karte der preußischen Neuaufnahme von 1891/92 ist Haus Sorpe als quadratische Anlage eingezeichnet. Es ist unklar, ob es sich bei den hier beschriebenen Relikten um das Ober- oder das Niederhaus gehandelt hat.